# August Weberbauer
August Weberbauer (Breslavia, 20 novembre 1871 – Lima, 1948) è stato un botanico, naturalista e docente universitario tedesco, noto per aver condotto nella sua vita una sistematica esplorazione del Perù alla ricerca di nuove specie di piante.